# Adrian Păun
Adrian Constantin Alexandru-Păun (n. 1 aprilie 1995, Drăgășani, Vâlcea, România) este un fotbalist român, care joacă pe post de mijlocaș lateral la CFR Cluj în SuperLiga României. Pe plan internațional, are prezențe la națională pentru România Sub-17, România Sub-19, România Sub-21 și România.

## Debutul în cariera de fotbalist
Acesta și-a început cariera de fotbalist în orașul natal la CSS Triumf Drăgășani ca junior. În 2008, la vârsta de 13 ani s-a transferat la CFR Cluj. Ș-i a terminat junioratul în 2013 iar debutul la prima echipă l-a făcut într-un meci de Cupa României împotriva echipei FC Brașov pe 25 Septembrie 2013 la vârsta de 18 ani. Debutul în Liga 1 l-a avut la 6 luni distanță pe 14 martie 2014, sub comanda antrenorului Vasile Miriuță tot împotriva unei echipe brașovene, de această dată CSM Corona Brașov  A marcat primul său gol la vârsta de 20 de ani împotriva echipei CSMS Iași.

## Carieră internațională
Pe plan internațional Adrian Păun a reprezentat România la trei categorii de vârstă: U17, U19 și U21. Cele mai mari realizări le-a avut la România U21 unde a evoluat în 12 partide și a marcat 3 goluri. A fost convocat la Echipa națională în 2019 însă nu a reușit să debuteze în echipa antrenată pe atunci de Cosmin Contra.

## Trofee câștigate
Adrian Păun are în palmares 4 campionate, două Supercupe și o Cupă a României, toate câștigate în tricoul lui CFR Cluj. Primul trofeu câștigat a fost Cupa României în sezonul 2015-2016 sub comanda lui Antonio Conceicao. Cele patru titluri de campion l-ea cucerit în sezoane consecutive din 2018 până în 2021 trei sub comanda lui Dan Petrescu și unul cu Edward Iordănescu pe bancă. Cele două Supercupe au fost obținute în 2018 împotriva echipei Universitatea Craiova respectiv în 2021 împotriva FCSB.

## Meciuri europene
Păun a debutat în cupele europene la 19 într-o partidă din turul 2 preliminar al UEFA Europa League împotriva echipei din Serbia, FK Jagodina. Cele mai mari meciuri europene le-a jucat în sezonul 2019-2020 în grupele UEL împotriva echipelor SS Lazio, Celtic FC și Stade Rennais FC. CFR Cluj a reușit un record de 12 puncte în acea grupă și s-a calificat în 16-imiile de finală unde au întâlnit echipa FC Sevilla. În meciul retur Adrian Păun a marcat un gol care a fost anulat în urma arbitrajului video, gol care putea să califice echipa clujeană mai departe în competiție.